# Seegräser
Die Seegräser (Zostera) sind eine Pflanzengattung in der Familie der Seegrasgewächse (Zosteraceae). Die etwa 16 Arten sind einige der wenigen submers in den Meeren lebenden Blütenpflanzen-Arten. Sie können untergetaucht bis zu einer Tiefe von 15 Meter wachsen. Auch ähnlich aussehende Pflanzenarten anderer Gattungen und Familien werden „Seegräser“ genannt.

## Beschreibung und Ökologie

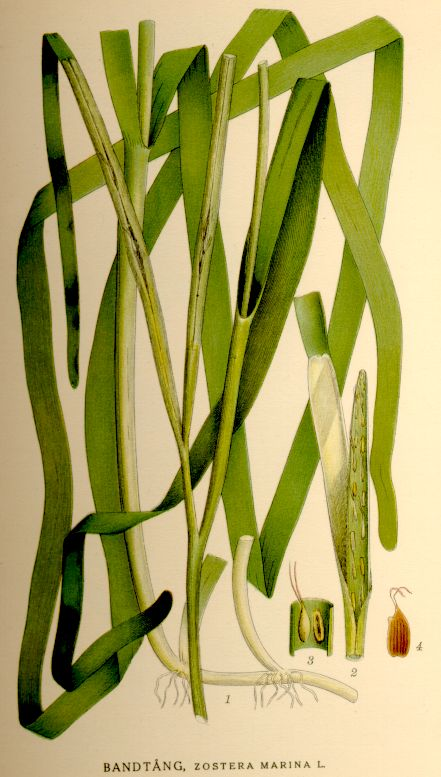
Illustration des Gewöhnlichen Seegrases (Zostera marina)

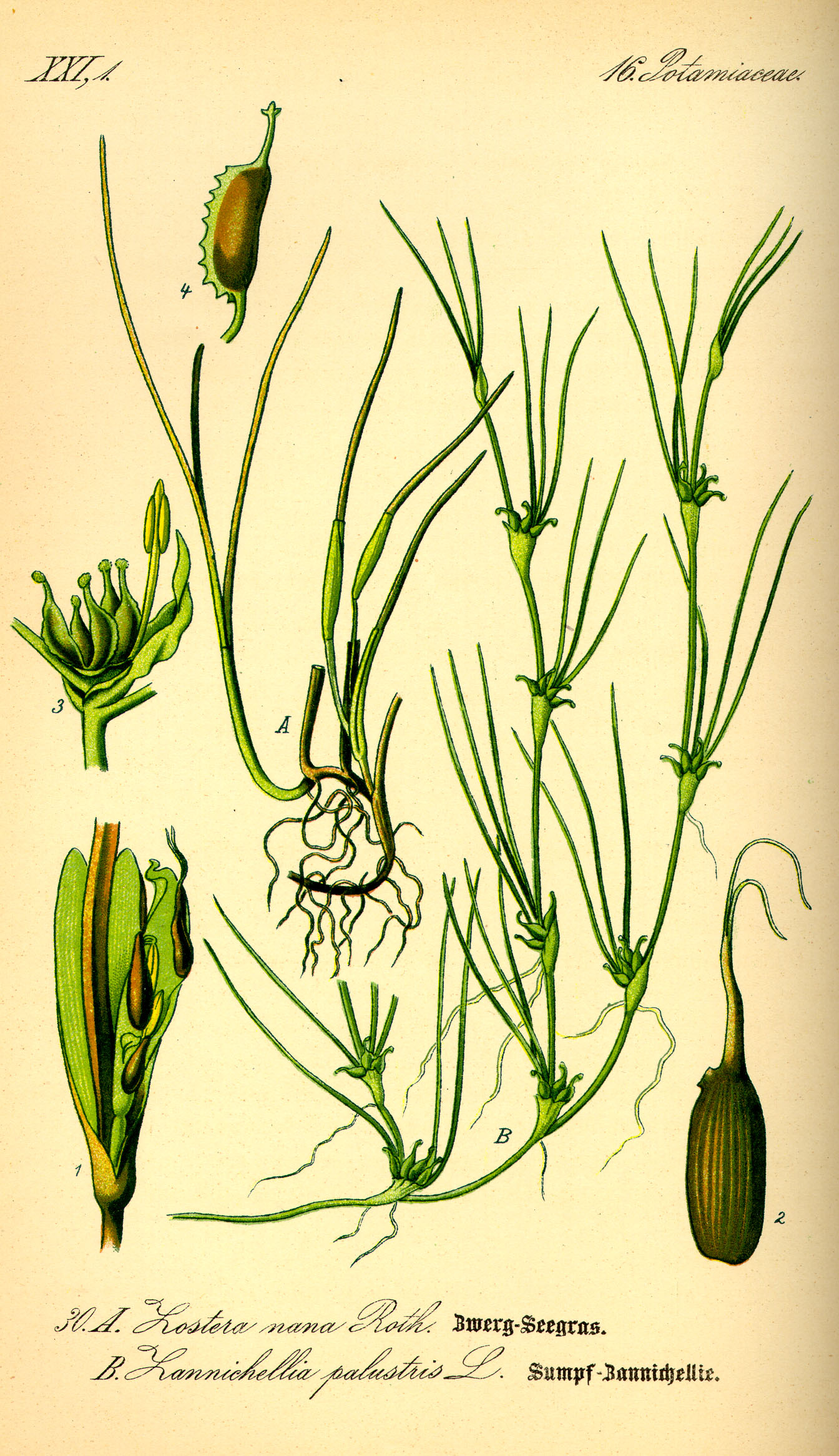
Illustration des Zwerg-Seegras (Zostera noltii)

### Vegetative Merkmale
Zostera-Arten wachsen als ausdauernde krautige Pflanzen. Sie wirken grasartig und sind untergetaucht lebende (submerse) Wasserpflanzen. Sie sind im Meeresgrund mit Adventivwurzeln an einem monopodialen Rhizom verankert. Die wechselständig und zweizeilig angeordneten Laubblätter besitzen linealische Blattspreiten.

### Generative Merkmale
Zostera-Arten sind einhäusig getrenntgeschlechtig (monözisch). Die funktional eingeschlechtigen Blüten besitzen keine Blütenhülle oder Deckblätter und sind in zwei Reihen auf je einer Seite einer flachgedrückten Ährenachse (der Spadix) angeordnet und zur Blütezeit in ein einzelnes Hochblatt (die Spatha) eingeschlossen. Die männliche Blüte enthält ein Staubblatt. Die weibliche Blüte enthält nur einen oberständigen Fruchtknoten der aus zwei, aber anscheinend nur einem Fruchtblatt besteht. Die Bestäubung erfolgt über das Wasser mit Fadenpollen.
Seegräser bilden kleine Nussfrüchte aus, die zylindrisch geformt sind und einen zweispaltigen Griffel an der Spitze aufweisen.
Wo Meerwasser an flach auslaufende Strände anbrandet, bilden sich unter der Wirkung von zylindrischen Wasserwirbeln und Schwerkraft etwa kugelige Seegrasbälle.

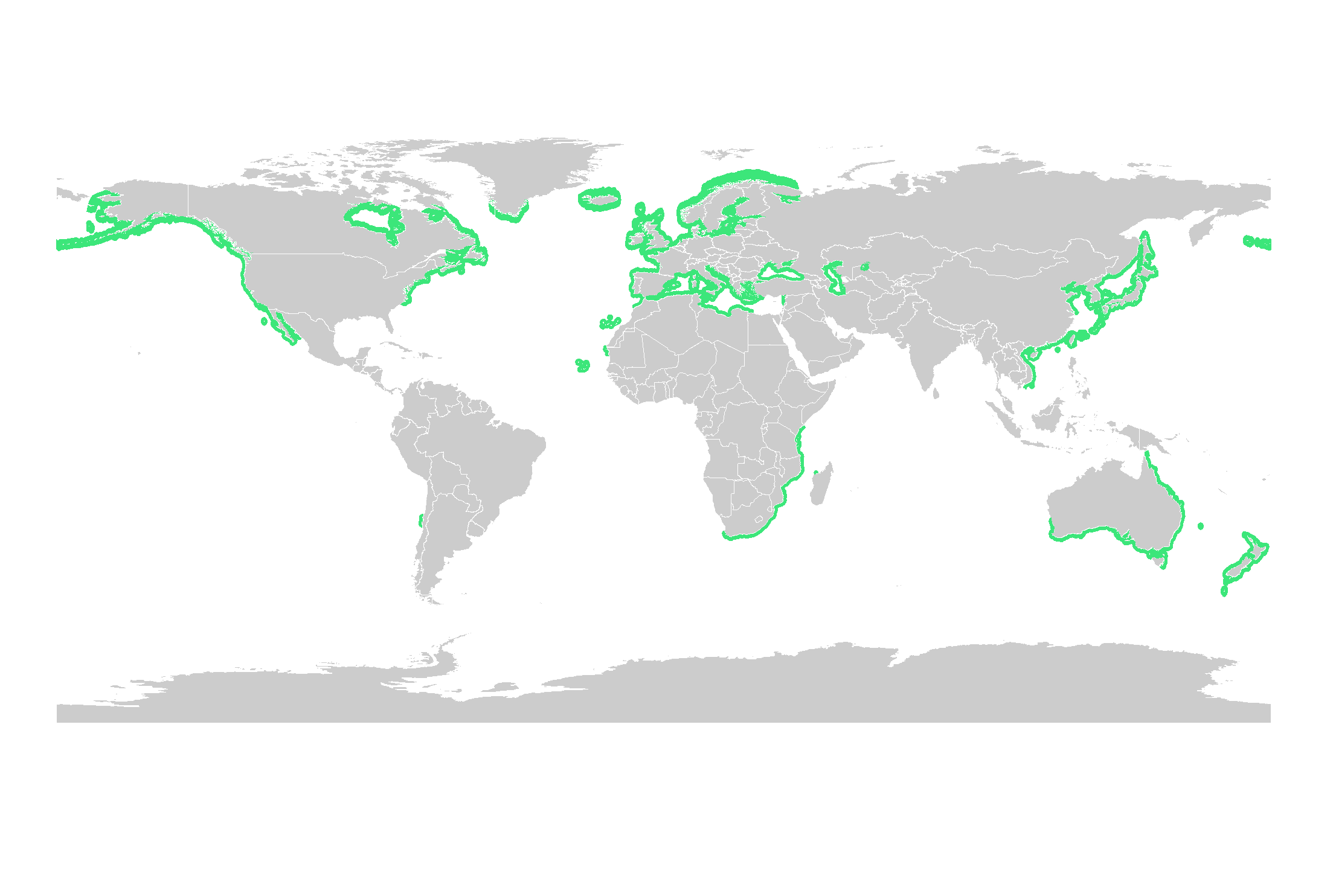
Verbreitungskarte der Gattung Zostera gemäß IUCN-Daten

## Systematik Verbreitung
Die Gattung Zostera wurde 1753 durch Carl von Linné in Species Plantarum mit der Typusart Zostera marina aufgestellt. Der Gattungsname Zostera ist dem griechischen Wort „zoster“ angelehnt, was so viel wie „Gürtel“ bedeutet und sich auf die flachen, bandförmigen Blätter bezieht.
Die etwa 16 Zostera-Arten gedeihen in kalten, kühlen und warmen, aber nicht tropisch warmen Küstengewässern fast weltweit. Am häufigsten sind sie an Küsten gemäßigter Gebiete der Nordhalbkugel anzutreffen. Sechs Arten kennt man von australischen, fünf Arten von chinesischen und zwei Arten von nordamerikanischen Meeresküsten. Sie kommen nur in Meeren vor und wachsen zumeist bestandsbildend in Seegraswiesen.

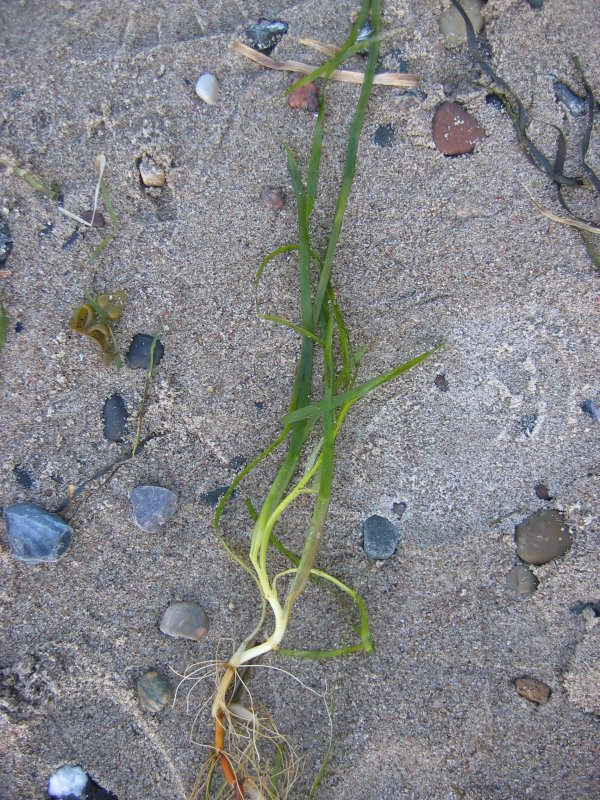
Gewöhnliches Seegras (Zostera marina), als Treibgut angespült

Die Gattung Zostera enthält etwa 16 Arten:
- Zostera angustifolia (Hornem.) Rchb.: Sie kommt von Nordeuropa bis zum asiatischen Russlands vor.[4]
- Zostera asiatica Miki: Sie kommt vom asiatisches Russlands bis Korea und von Sachalin bis zum nördlichen Japan vor.[4]
- Zostera caespitosa Miki: Sie kommt von Kurilen bis zum nordöstlichen China vor.
- Zostera capensis Setch.: Sie kommt von Kenia bis Südafrika und Madagaskar vor[4]
- Zostera capricorni Asch.; Heimat: Neuguinea bis Neuseeland[4]
- Zostera caulescens Miki: Sie kommt vom nordöstlichen China bis Korea und Kurilen bis zum westlichen Japan vor.[4]
- Zostera chilensis (J.Kuo) S.W.L.Jacobs & Les: Dieser Endemit kommt nur im chilenischen Coquimbo vor.[4]
- Zostera japonica Asch. & Graebn.: Sie kommt von Russlands fernem Osten bis Vietnam vor.[4]
- Gewöhnliches Seegras (Zostera marina L.):[5] Es ist auf der nördlichen Halbkugel weitverbreitet.[4]
- Zostera mucronata Hartog: Sie kommt nur vom südwestlichen bis südlichen Australien vor.[4]

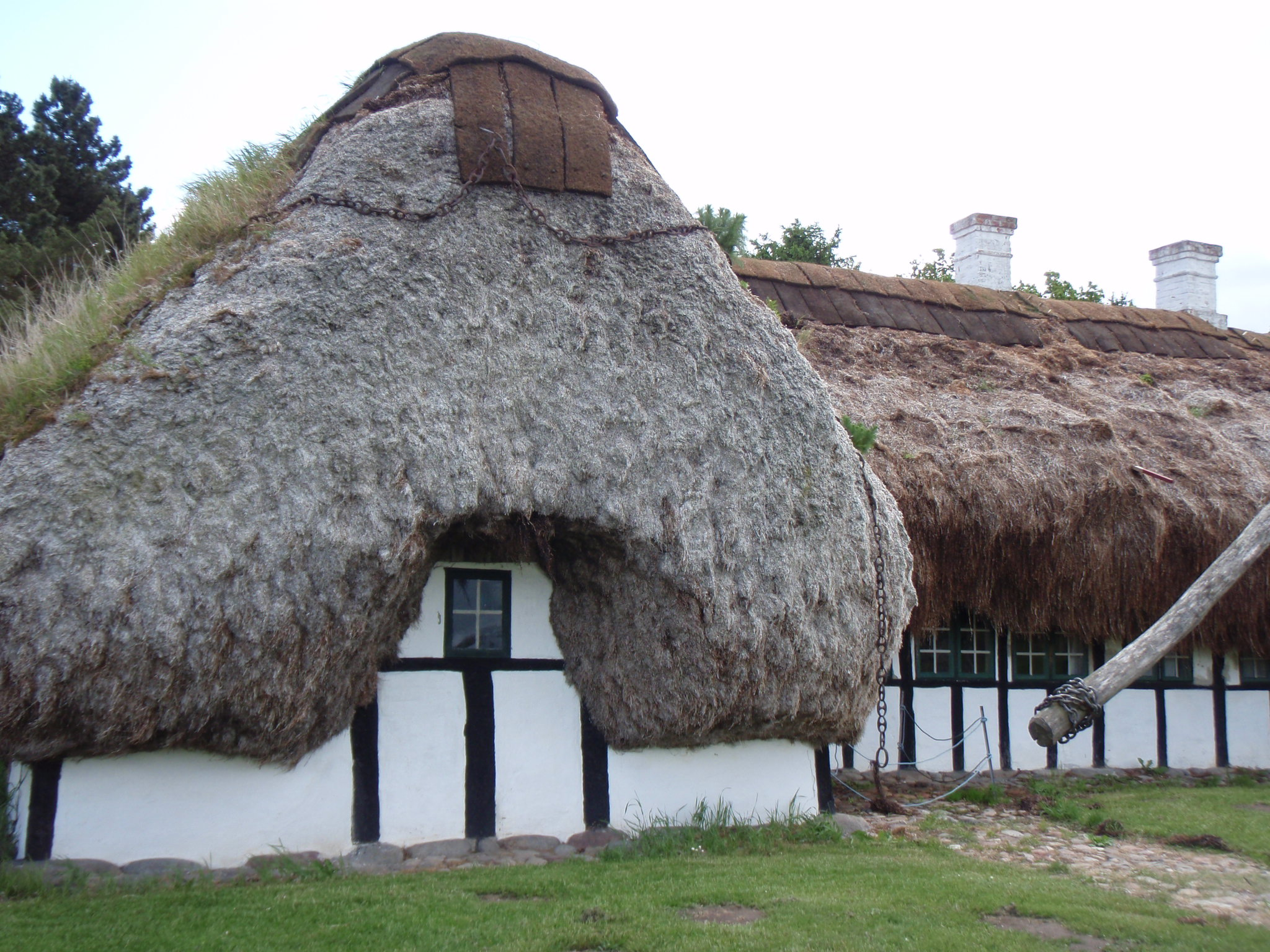
Seegrasdach im Freilandmuseum auf Læsø

- Zostera muelleri Irmisch ex Asch.: Sie kommt nur vom südlichen Australien bis Tasmanien vor.[4]
- Zostera nigricaulis (J.Kuo) S.W.L.Jacobs & Les: Sie kommt nur im südlichen Australien vor.[4]
- Zwerg-Seegras (Zostera noltii Hornem.):[5] Es kommt an den Küsten von Europa bis Mauretanien und dem Mittelmeerraum bis Zentralasien vor.[4]
- Zostera novazelandica Setch.: Sie kommt nur in Neuseeland vor.[4]
- Zostera polychlamys (J.Kuo) S.W.L.Jacobs & Les: Sie kommt nur im südlichen Australien vor.[4]
- Zostera tasmanica M.Martens ex Asch.: Sie kommt nur vom südwestlichen bis südlichen Australien vor.[4]

## Nutzung
Da Seegras – gemeinsam mit Algen und anderen Pflanzenresten – an den Stränden der Nord- und Ostsee als Treibsel eine große Menge Biomasse darstellt, gibt es verschiedene Nutzungskonzepte. An europäischen Tourismusstränden angelandetes Seegras wird bisher aufgesammelt und entweder auf Deponien entsorgt oder gelegentlich auf Feldern als Dünger untergepflügt. In Dänemark wird es auch als Dämmstoff und für die Renovierung der berühmten Seegrasdächer auf Læsø gewonnen. Projekte zur Wiederherstellung von Seegras können als Kohlenstoffspeicher und damit dem Klimaschutz dienen.

### Stoffliche Nutzung

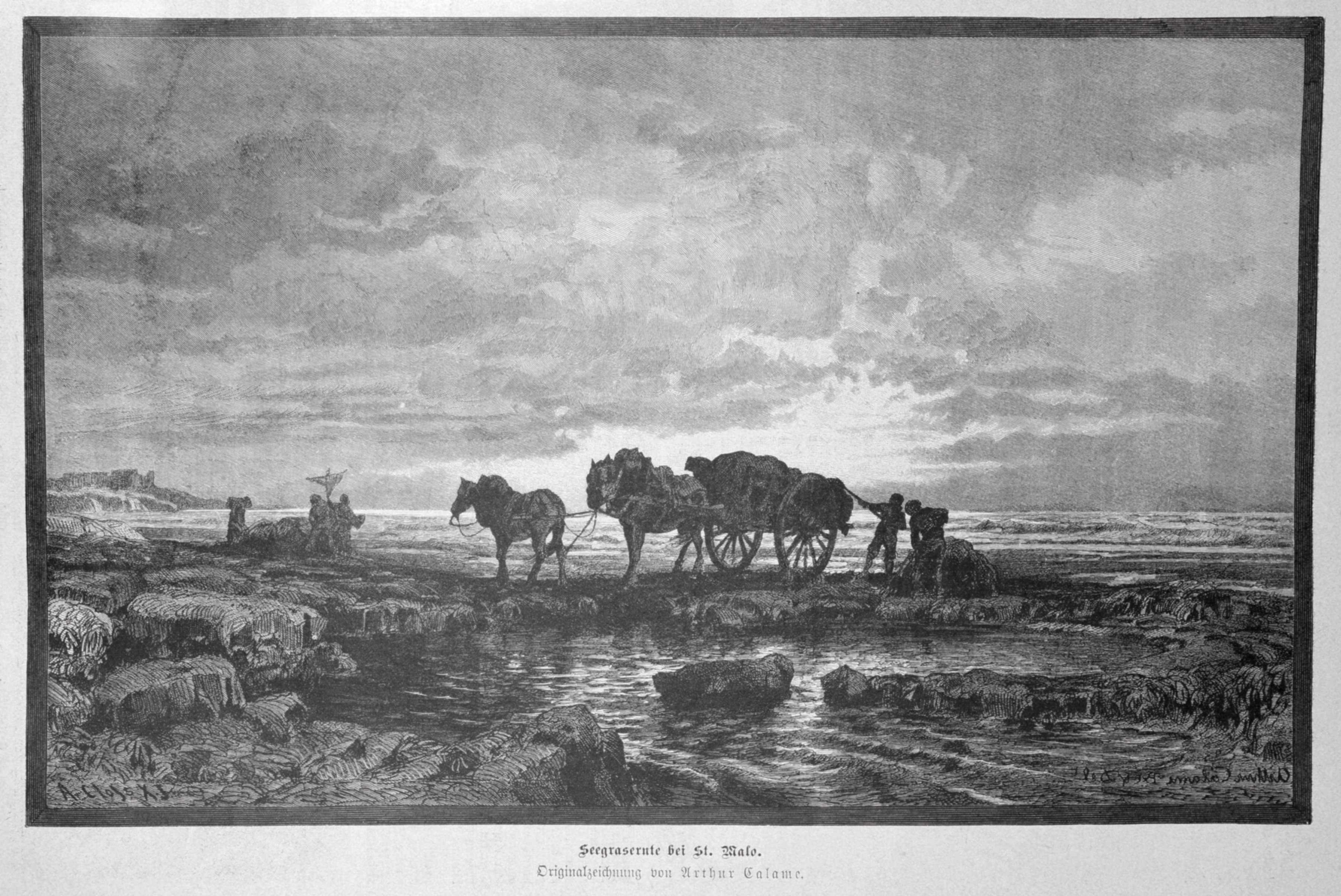
Seegrasernte im 19. Jahrhundert, Illustration in Gartenlaube, 1888

Getrocknetes Seegras fand früher Verwendung als Polstermaterial für Sofas und dgl., Matratzen und als Verpackungsmaterial (allerdings wurde auch die ähnlich genutzte Zittergras-Segge als „Seegras“ bezeichnet). In der heutigen „klassischen Polsterung“ hat die Palmfaser (Afrique) das Seegras ersetzt.
Dem ersten Kühlschrank diente Seegras als Isolierschicht.
Der Südpolforscher Robert Falcon Scott hat seine Forschungsstation mit Seegras gedämmt.
In New York sind die Radio City Music Hall und das Rockefeller Center mit Seegrasdämmmatten der Firma Cabot’s Quilt gedämmt (Seegras engl.: eelgrass).
Neben Produkten wie Katzenstreu und Erosionsschutzmatten zeigte sich Seegras als effizienter ökologischer Dämmstoff, der sowohl als Matte wie auch als Schüttung verarbeitet werden kann. Mittlerweile ist Seegras vom Deutschen Institut für Bautechnik als Dämmstoff anerkannt. Seegrasdämmungen weisen als Schüttung einen WLG-Wert von 045 auf, speichern Wärme sehr gut (Wärmekapazität 2.0 kJ/(kg × K)), haben relativ gute Entfeuchtungseigenschaften und sind von Natur aus schwer entflammbar. Darüber hinaus ist Seegras auch ungezieferresistent (Milben, Insekten, Mäuse usw.) und daher als Polstermaterial besonders gut für Hausstauballergiker geeignet. Es bietet guten Schallschutz.
1997 wurde im Amt Klützer Winkel das Projekt „Entsorgung durch Verwertung“ gegründet, das Nutzungsmöglichkeiten des Abraums erschließen sollte. In Deutschland wurden auf dieser Grundlage bis 2006/2007 Seegrasdämmmatten hergestellt, die Produktion wurde allerdings mittlerweile eingestellt.
Seit 2012 ist in Rundballen gepresstes Seegras als Dämmstoff wieder auf dem Markt.
Untersuchungen beschäftigen sich mit möglicher Nutzung von Seegras als Zusatzstoffe für Kosmetika, Wellnessanwendungen, Produkten für die Ernährungswirtschaft und Arzneimittel.
Seegras kann auch verwendet werden, um Körbe zu flechten.

### Energetische Nutzung
Auch als Biogassubstrat ist Seegras gemeinsam mit Algen grundsätzlich nutzbar. Problematisch sind hierbei allerdings der geringe Biogasertrag von 8 bis 20 m3 aus einer Tonne Algen-Seegras-Gemisch sowie der mit bis zu 50 Prozent sehr hohe Sandanteil an den Aufsammlungen. In einem Langzeitversuch der Hanseatischen Umwelt GmbH wurden die Gäreigenschaften des Algen-Seegras-Gemischs sowie weiterer Landschaftspflegebiomasse der Küstenregion untersucht, eine Pilotanlage wurde 2015 umgesetzt mit der Erkenntnis, dass es kostenneutral möglich ist.